# Josef Kohout (cyklista)
Josef Kohout (10. června 1863 Smíchov – 1. dubna 1946, Praha) byl český cyklista a průkopník tohoto sportu.

## Život
Byl synem majitele smíchovské strojírenské továrny Jana Kohouta, jeho bratři František, Václav a Petr byli také cyklistickými závodníky. V roce 1879 se prostřednictvím anglických návštěvníků Prahy Kohout seznámil s bicyklem, tehdy ještě dřevěným, a podnikl na něm jízdu z Prahy do Plzně. O rok později dojeli Josef a František Kohoutovi za velkého zájmu tisku na kole z Prahy do Vídně za dva a půl dne. V roce 1881 založili Klub českých velocipedistů Smíchov jako historicky první český sportovní klub a přesvědčili otce Kohouta, aby sortiment svých výrobků rozšířil o kola, už kovová a vysoká. Na vysokém kole vyhrál Josef Kohout roku 1882 mezinárodní mistrovství Rakouska-Uherska v závodě na jednu anglickou míli časem 2:41,6 minuty. Stal se tak vůbec prvním Čechem, který vyhrál mezinárodní sportovní soutěž. V roce 1883 se konaly historicky první cyklistické závody v Praze, Kohout skončil druhý za Němcem Juliem Huberem. O rok později neprohrál ani jeden z osmi závodů, kterých se zúčastnil. V roce 1885 podnikl velkou propagační cestu po Evropě, během níž vytvořil světový rekord, když v Německu ujel 400 km za 21 hodin.
Byl také jedním ze zakladatelů České ústřední jednoty velocipedistů roku 1883, o rok později začal vydávat odborný časopis Cyklista a podílel se také na vypracování zákona upravujícího používání velocipédu jako dopravního prostředku, který vešel v platnost roku 1890.
V témže roce byla v Kroměříži velkým mezinárodním závodem otevřena první cyklistická dráha na Moravě. Otevření se zúčastnilo více než sto jezdců v celé řadě disciplín. Josef Kohout se spolu se svým bratrem Petrem účastnil v závodech tandemových.
Funkcionářské a pracovní povinnosti Kohoutovu další závodnickou kariéru velmi omezily. Odešel do Ruska, kde studoval kavkazské jazyky, roku 1892 vytvořil na dráze v Oděse další světový rekord, když ujel za 24 hodin 539,75 km – už na nízkém kole velmi podobném dnešnímu, zvaném tehdy rover. Později žil v Německu, roku 1922 se vrátil do Prahy, kde se živil jako soukromý učitel jazyků.

## Připomínka
V roce 2024 byla jako připomínka na továrníka Jana Kohouta a jeho syna Josefa Kohouta (dvojici zakladatelů cyklistiky v Čechách) odhalena na pražském Smíchově plastika z nerezové oceli a plechu zpodobňující velocipedistu (cyklistu) na vysokém kole. Oba jmenovaní jako první v Čechách vyráběli vysoké velocipedy. Celokovová plastika je dílem sochařů Petra Holuba (* 21. května 1976 Praha) a Karla Holuba (* 22. srpna 1945). Secesní dům na adrese: Na Valentince 1003/1, 150 00 Praha 5 - Smíchov, nacházející se v blízkosti plastiky je rodinná vila továrníka Jana Kohouta a jeho rodiny.

Plastika na pražském Smíchově
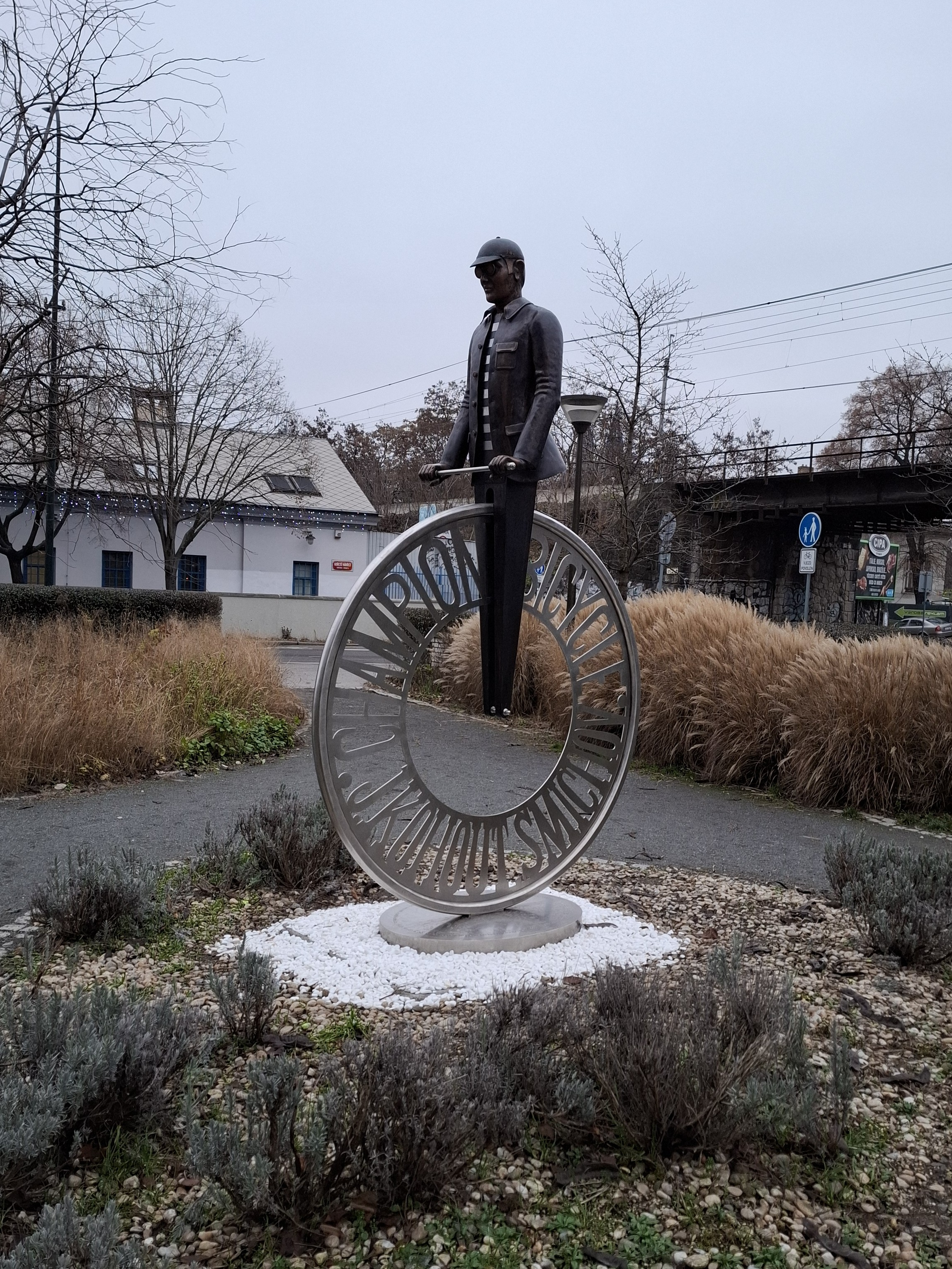
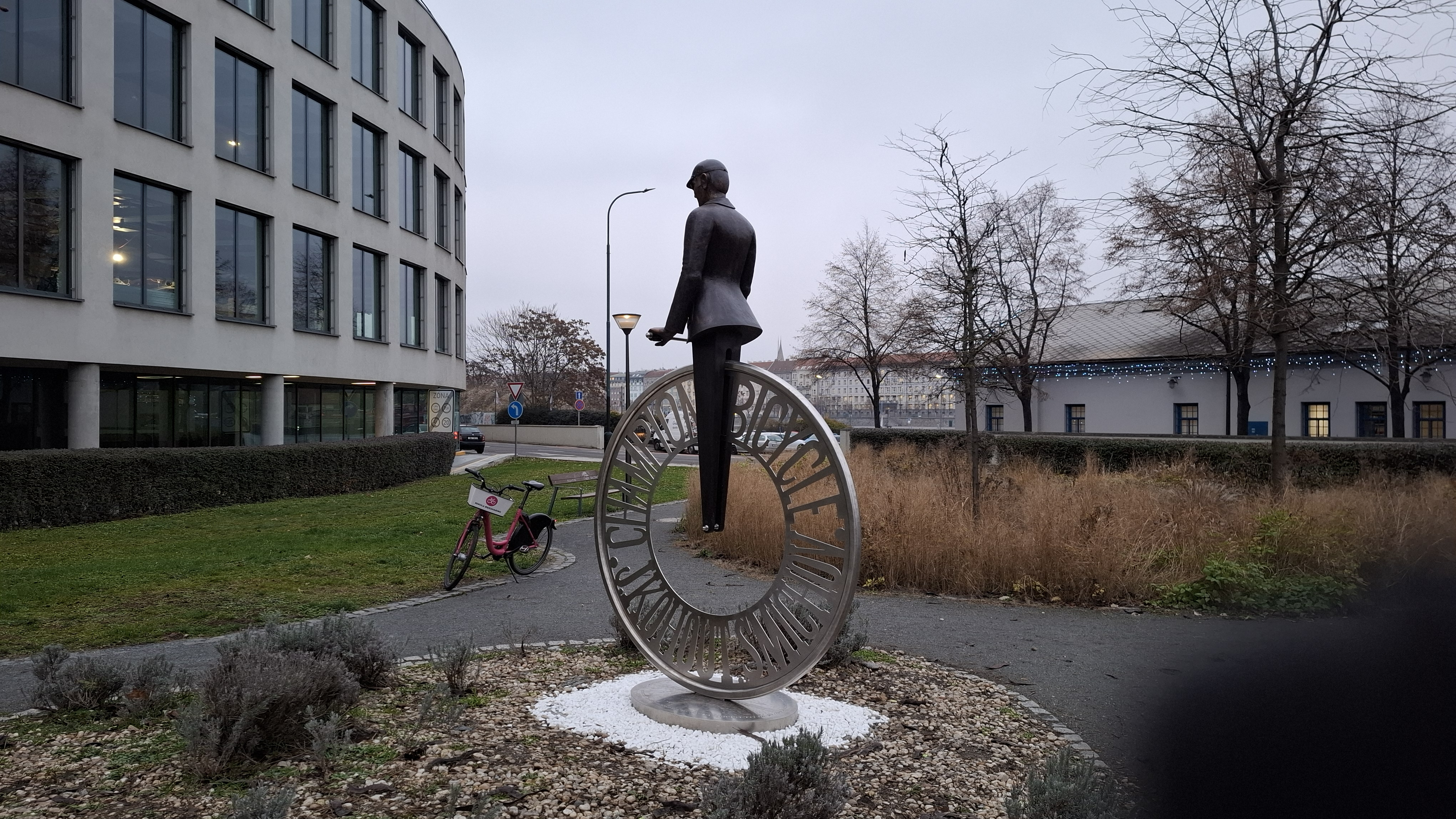